# はなぢ店長じゃ、だめですか?
『はなぢ店長じゃ、だめですか？』（はなぢてんちょじゃ、だめですか?）は、新木伸による日本のライトノベル。イラストは火曜が担当。ファミ通文庫（エンターブレイン）より、2012年2月より刊行されている。

## 概要
エロマンガ専門店「マーベラス」で働く店員達を中心に描く、「エロマンガ」を題材としたラブコメディ。「マーベラス」の代理店長やアルバイトには高校生もいるが、著者は第1巻冒頭にて、本作品における世界ではいわゆる「成人指定」なるものは存在していないと注意書きしている。タイトルの「店長」には「てんちょ」とルビが振られている。出版社による作品紹介では「バイトフルHラブコメ」と銘打たれている。著者の別作品である「明るい家族砲計画っ!」（ファミ通文庫、エンターブレイン）、「GJ部」シリーズ（ガガガ文庫、小学館）と同じ学園を舞台としており、それぞれの作品に登場する一部の人物が本作にも登場している。

## 登場人物
紫東 陸（しとう りく）
本作の主人公。高校1年生の男子。15歳。学校では目立たないが、実はエロマンガが好きで、エロマンガ専門店「マーベラス」の常連だった。マーベラスの店長代理で学校のクラスメートでもある朝倉綾乃を手伝うため、現在は時給エロマンガ一冊でマーベラスでアルバイトをしている。マーベラスの店員に対して、陸は心の中で「コードネーム」で呼んでいたが、ある時口にしてしまい、皆は面白がってその名を通名にしている。綾乃が鼻血を出さない日に限り、彼女の鉄拳制裁により陸が鼻血を出す羽目になる。訳あって現在は木造一間・バストイレ別の安アパートで一人暮らしをしている。実家には妹がいる。
朝倉 綾乃（あさくら あやの）
陸の高校のクラスメート。15歳。学校では優等生で、清純、男子に人気がある。父であるおヒゲの店長がギックリ腰で店を休んでいる間、店長代理としてマーベラスで働いている。店の帳簿をきちんと付けるなど、経営者としても有能。しかし、エロに対して耐性が無く、レジ担当時にエロマンガの表紙を見たり、チロリや鳥の巣からセクハラを受けたりして、毎日のように鼻血を出す。
おヒゲの店長とは義理の親子で、両親は既に他界している。母親の形見であるお守りは、肌身離さず身に付けている。
チロリ
マーベラスの北の塔担当のベテラン店員。外見は小学生ほどの低年齢に見える美少女。一説によると、年齢は1万12歳。本人曰く、義務教育は終了している。性徴は、胸が僅かに膨らみ、陰毛が少し生えている程度。自分が担当するフロアに置く本は、「エグいやつ」。陸や綾乃に対して、よくセクハラをする。自称「エロマンガの妖精」。名前の由来は、痴女＋ロリで「痴ロリ」から。
住む家が無く、マーベラスの店内で寝袋で寝泊りし、風呂は店内のバックヤードにあるステンレス製流しと給湯器で済ませていた。後に店内の倉庫スペースを掃除し内装を整え、そこを部屋として生活するようになった。
八〇一（やおい）
マーベラスの南の塔（BLコーナー）担当の女性店員。腐女子の大学2年生。20歳。陸のことは「陸っきゅん」と呼ぶ。
関羽（かんう）
マーベラスの東の塔担当の女性店員。長身で見事なプロポーションを持つ。店内では身長に対して丈の短い戦闘用セーラー服を着ているため、臍や鍛えられた腹筋が剥き出しの格好になっている。本に手をかざすことによって、エロマンガの「氣」を感じることが出来、自分が担当するフロアに置く本は全て氣で厳選している。名前の由来は、槍（正確には青龍偃月刀）を背負っており、武士口調なところが三国志の関羽に似ているため。
鳥の巣（とりのす）
マーベラスの西の塔（旧刊コーナー）担当の男性店員。エロマンガに対する造詣が深く、「エロマンガ界の生き字引」とも呼ばれる。昔からの友人に、有名なエロマンガ作家がいる。名前の由来は、髪型が鳥の巣状であるため。
おヒゲの店長
マーベラスの店長。ギックリ腰で、店のことを娘の綾乃に任せて休んでいる。チロリからは「デッちん」と呼ばれている。
綾乃とは義理の親子。綾乃の両親とは幼馴染で親友だった。綾乃の両親が亡くなった後、綾乃を引き取った。
新明路 鳴海（しんめいじ なるみ）
陸や綾乃のクラスメートの女子高生。15歳。あだ名は「委員長」だが、実際の委員長は別に居る。女子側の勇者にして、全バカ男子の敵。一学年12クラスの大人数の中で、学年順位1桁に入る時があるほど成績が良い。綾乃とは親友で、いつも一緒に弁当を食べる仲。王子とは同じ中学校出身で、喧嘩は年中行事。「男なんて」「男ってのは」とよく口にし、エロを嫌悪している。
芳賀 王子（はが おうじ）
陸や綾乃のクラスメート。「バカ男（お）」「バカ王子」「バカ王」などと親しみを込めて呼ばれる、クラス一の雄。陸からは「バカオ」と呼ばれている。成績は良く、鳴海とはクラスの1、2を争っている。
天使 真央（あまつか まお）
綾乃、鳴海の友人。ふわふわな髪をした、身体は小さいが活発な女の子。作者の別作品『GJ部』のヒロイン。他人をよく噛むので、陸からは心の中で「噛みつきハムスター」のコードネームで呼ばれている。性的な話題に免疫が無く、キスの話題ですらNG。

## 既刊一覧
- 新木伸（著）、火曜（イラスト）、エンターブレイン〈ファミ通文庫〉、既刊2巻（2012年7月30日現在）
  - 『はなぢ店長じゃ、だめですか？ 1』、2012年3月12日初版発行（2012年2月29日発売[1]）、ISBN 978-4-04-727890-5）
  - 『はなぢ店長じゃ、だめですか？ 2』、2012年8月10日初版発行（2012年7月30日発売[2]）、ISBN 978-4-04-728209-4）